# Standardpoäng
Standardpoäng (z) är en bearbetning av råpoängen (x) i ett statistiskt material med utgångspunkt från materialets medelvärde (μ) och standardavvikelse (σ) enligt formeln:
{\displaystyle z_{i}={\frac {(x_{i}-\mu )}{\sigma }}}
Standardpoäng bildar på detta sätt ett material med medelvärdet 0 och standardavvikelsen 1.